# École supérieure Aalto d'art, de design et d'architecture d'Helsinki

L'École supérieure Aalto d'art, de design et d'architecture (en finnois : Aalto-yliopiston taiteiden ja suunnittelun korkeakoulu; en suédois : Aalto-universitetets högskola för konst, design och arkitektur), est une école de l'université Aalto en Finlande.

## Présentation
L'école des arts, du design et de l'architecture de l'Université Aalto est l'une des six écoles supérieures de l'Université Aalto.
Elle est située sur trois sites, le campus d'Arabianranta, le campus d'Otaniemi et le campus de Pori.
L'école dispense des enseignements dans les domaines de l'architecture, du design, de la communication audiovisuelle, de l'éducation artistique et de l'art.

## Histoire

### Noms
- 1871–1885 École de sculpture[2]
- 1885–1949 École centrale des arts et du design
- 1949–1973 Collège des arts et métiers
- 1973–2010 École supérieure des Arts et métiers[3]
- 2010–2012 École supérieure des Arts et métiers de l'université Aalto
- 2012– École supérieure des Arts et du Design de l'université Aalto[2]

## Départements
L'école a cinq départements :
- Département de cinéma et télévision[5]
- Département d'Architecture[6]
- Département des Médias [7]
- Département de Design [8]
- Département d'Art [9]

Le centre national de Recherche et développement en média audiovisuels Lume est aussi dans les locaux de l'école.

## Recteurs et directeurs artistiques

### Recteurs
- Ernst Nordström[3]
- Werner von Essen, 1915–1943[3]
- Rafael Blomstedt, 1943–[3]
- Bruno Tuukkanen, 1951–[3]
- Markus Visanti, 1960–1970[3]
- Juhani Pallasmaa, 1970–1971[3]
- Jouko Koskinen, 1972–1978[10]
- Yrjö Kukkapuro, 1979–1980[11]
- Yrjö Sotamaa, 1986–2008[3]
- Helena Hyvönen, 2008–[12]

### Directeurs artistiques
- Armas Lindgren, 1900–1912[3]
- Rafael Blomstedt, 1912–[3]
- Arttu Brummer-Korvenkontio, 1943–[3]
- Tapio Wirkkala, 1951–[3]
- Kaj Franck, 1960–[3]

## Anciens étudiants célèbres
Parmi les anciens étudiants figurent :
- Pauli Aalto-Setälä (fi)
- Eero Aarnio
- Umayya Abu-Hanna (fi)
- Aleksi Bardy
- Elina Brotherus
- Kaj Franck
- Klaus Härö
- Sasha Huber
- Mikko Ijäs (fi)
- Marjaana Kella
- Yrjö Kukkapuro (fi)
- Jarmo Lampela
- Stefan Lindfors (fi)
- Marita Liulia
- Kati Lukka
- Kiba Lumberg (fi)
- Susanna Majuri
- Gunnel Nyman
- Kerttu Nurminen (fi)
- Alex Rapp (fi)
- Timo Sarpaneva
- Jaakko Selin (fi)
- Sikke Sumari (fi)
- Ilkka Suppanen (fi)
- Katja Tukiainen (fi)
- Tapio Wirkkala
- Yrjö Sotamaa (fi)
- Harri Koskinen
- Ilmari Tapiovaara
- Sanna Kannisto
- Paola Suhonen (fi)

## Galerie

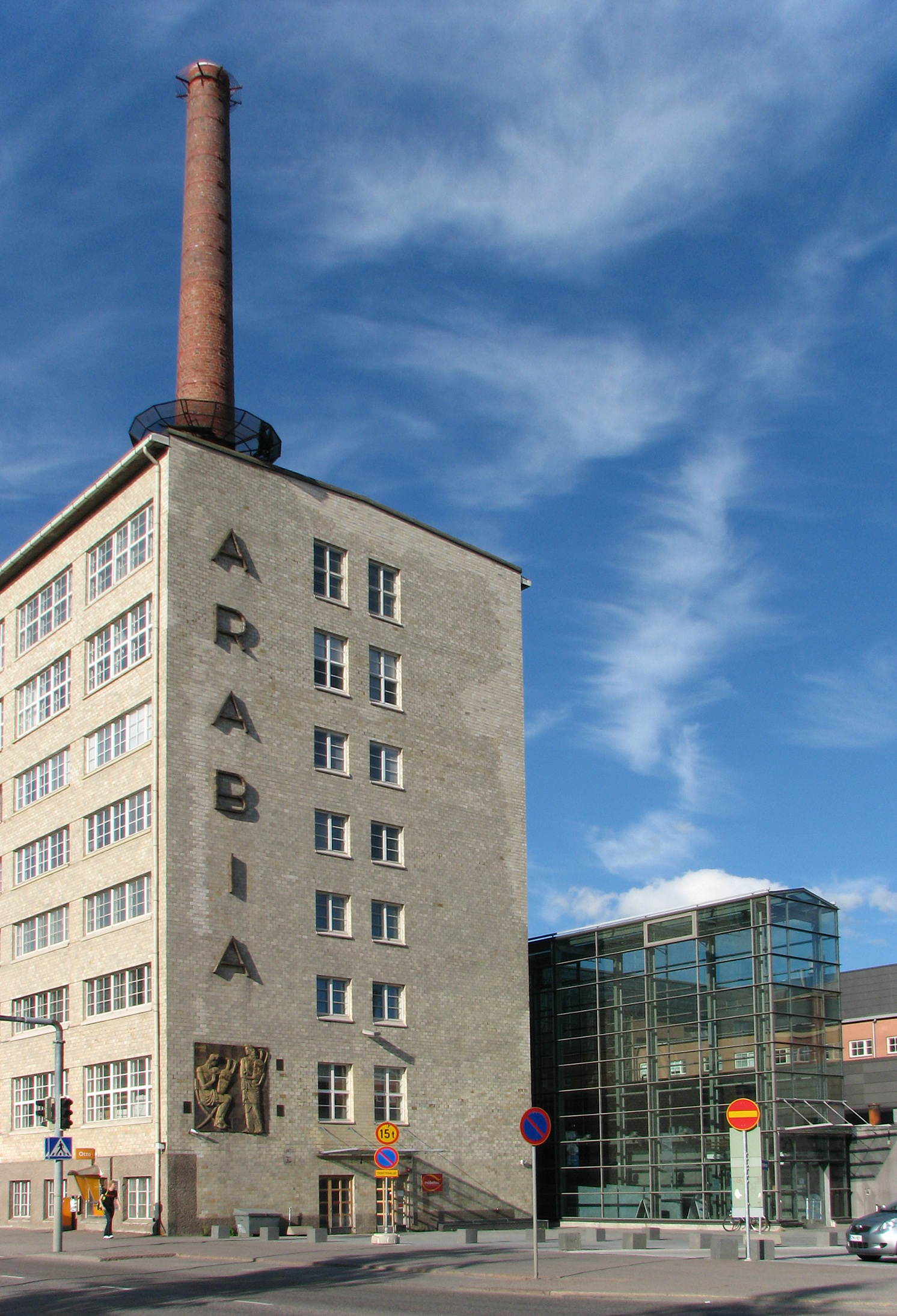
Ancien bâtiment d'usine de la société Arabia. Bâtiment du Campus d'Arabianranta de l'école.
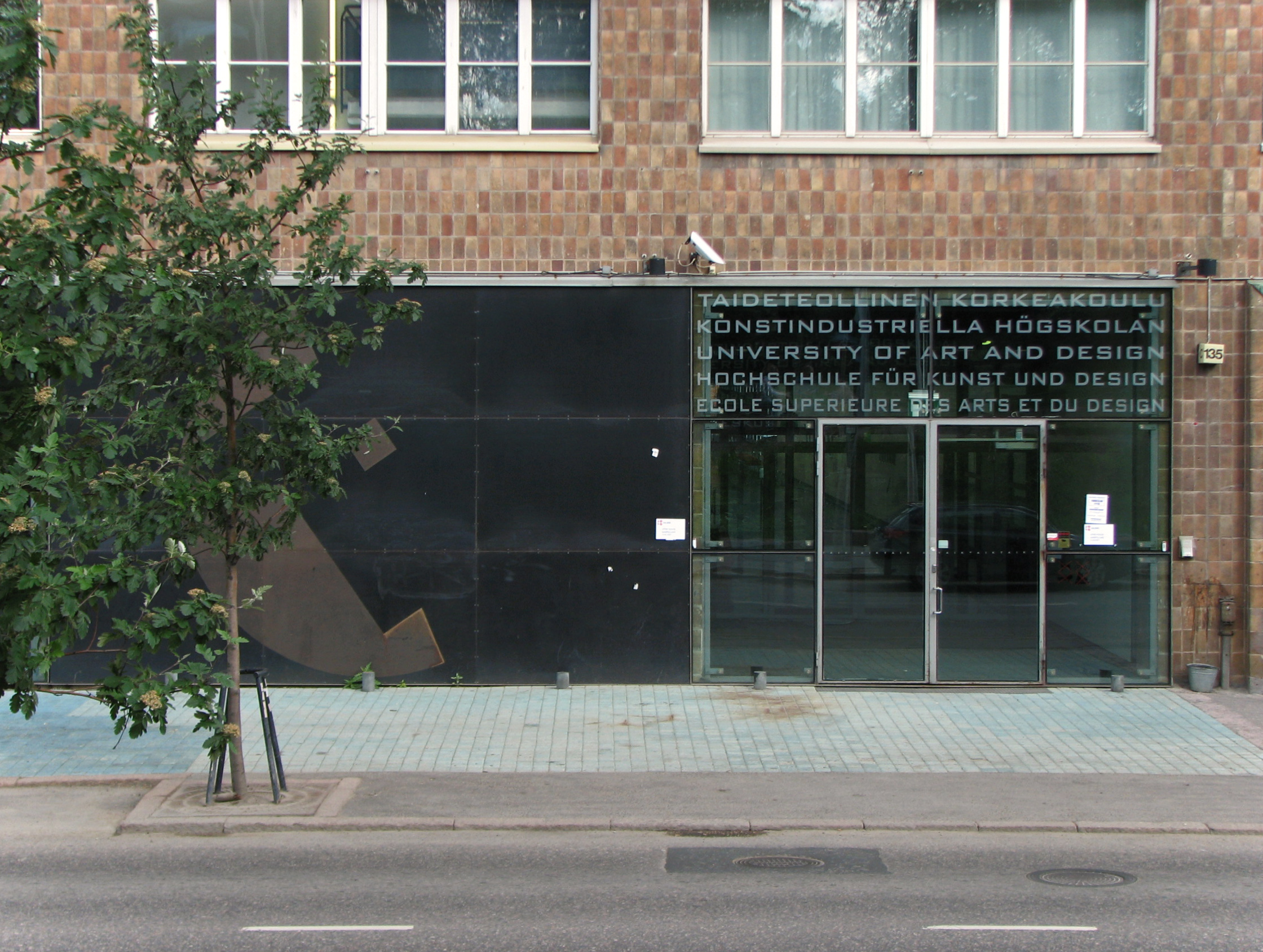
L'entrée principale.
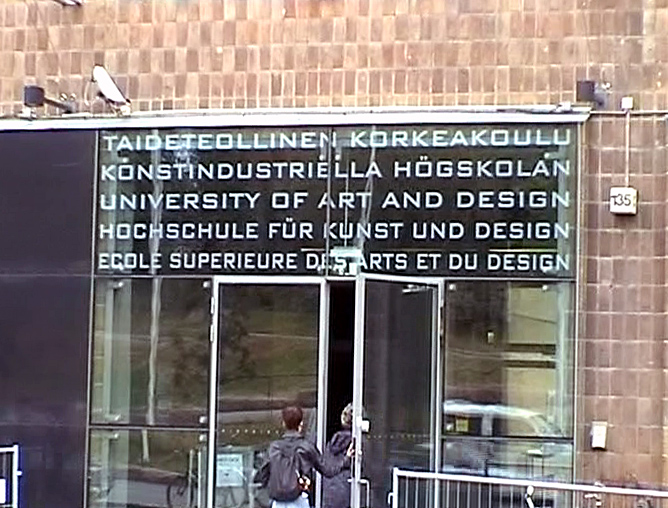
L'entrée principale.